# Geonoma meridionalis
Geonoma meridionalis är en enhjärtbladig växtart som beskrevs av Lorenzi. Geonoma meridionalis ingår i släktet Geonoma och familjen Arecaceae. Inga underarter finns listade i Catalogue of Life.